# 赫苏斯·洛佩斯·科沃斯
赫苏斯·洛佩斯·科沃斯（西班牙語：Jesús López-Cobos，1940年2月25日—2018年3月2日），西班牙指挥家。

## 生平歷略
1940年2月25日出生于托罗。先后在马拉加音乐学院和马德里皇家音乐学院学习。1964年获得哲学与文学执业学位，1966年毕业于作曲课程。毕业后获得银行赞助的奖学金在美国留学，1969年作为乐队指挥在威尼斯凤凰剧院初登场。后来曾在世界著名的交响乐团和爱乐乐团作为客座指挥。1981年获阿斯图里亚斯亲王奖艺术奖，也是该奖创立以来的首位获奖者。
1981年至1990年担任柏林德意志歌剧院音乐总监。1984年至1988年任西班牙国家交响乐团音乐总监，1986年至2000年担任辛辛那提交响乐团音乐总监，1990年至2000年担任洛桑室内管弦乐团总指挥，2003年至2010年担任马德里皇家剧院音乐总监。
2018年3月2日因癌症在德国柏林去世，享年78岁。